# Regueb
Regueb o El Regueb (àrab: الرَقَاب, ar-Raqāb, pronunciat localment ar-Ragāb), antigament anomenada Gunífida (àrab: ڤُنِيفِدَة, Gunīfida), és una ciutat de Tunísia situada uns 30 km al sud-est de la ciutat de Sidi Bou Zid, a la governació homònima, amb una població de 5.000 habitants. És capçalera d'una delegació amb una població de 59.770 habitants. Al nord de la ciutat hi ha la muntanya anomenada Djebel Kabrar.

## Economia
La seva economia està basada en el cultiu de llegums i l'explotació de les oliveres.

## Patrimoni
Uns 5 km al nord-est es troba la vila de Ksar El Hammam, amb les ruïnes d'una fortalesa.

## Administració
Com a delegació o mutamadiyya, duu el codi geogràfic 43 61 (ISO 3166-2:TN-12) i està dividida en disset sectors o imades:
- Regueb (43 61 51)
- Khechem Ouest (43 61 52)
- Essaïda Nord (43 61 53)
- Ksar El Hammam Est (43 61 54)
- Gouleb (43 61 55)
- Erradhâa (43 61 56)
- Erradhâa Est (43 61 57)
- Boudinar (43 61 58)
- Ksar El Hammam Ouest (43 61 59)
- Gobrar (43 61 60)
- Rihana (43 61 61)
- Essekba (43 61 62)
- Khechem Est (43 61 63)
- Essaïda Sud (43 61 64)
- Essaïda Est (43 61 65)
- Ferch Gharib (43 61 66)
- Ouled Ayouni (43 61 67)

Al mateix temps, forma una municipalitat o baladiyya (codi geogràfic 43 19).